# Ambasciatori italiani
Gli ambasciatori d'Italia sono i rappresentanti della Repubblica Italiana nelle relazioni diplomatiche con gli Stati esteri presso cui sono accreditati.
I diplomatici ricevono un accreditamento presso il capo dello Stato ospitante e le credenziali di ambasciatore, il cui aspetto più evidente è l'immunità diplomatica. La funzione di ambasciatore, intesa come capo di una missione diplomatica, può non coincidere con il grado di ambasciatore, che corrisponde al più elevato grado della carriera diplomatica per l'Italia. In base al prestigio della sede e all'importanza delle relazioni bilaterali, la missione diplomatica, infatti, può essere guidata anche da un funzionario di grado inferiore, per esempio consigliere di ambasciata o ministro plenipotenziario.
Periodicamente gli ambasciatori italiani in servizio all'estero e i vertici del Ministero degli affari esteri e della cooperazione internazionale si riuniscono presso il Palazzo della Farnesina, a Roma, in occasione della conferenza degli ambasciatori e delle ambasciatrici d'Italia nel mondo,  per confrontarsi e riflettere sull’azione internazionale dell'Italia.

## Elenco
| Nome                            | Grado                     | Missione                                                                     | Paese                                 | Inizio            |
| ------------------------------- | ------------------------- | ---------------------------------------------------------------------------- | ------------------------------------- | ----------------- |
| Gianluca Alberini               | Ministro plenipotenziario | Ambasciata d'Italia a Tripoli                                                | Libia                                 | 9 giugno 2023     |
| Marco Alberti                   | Ministro plenipotenziario | Ambasciata d'Italia a Tirana                                                 | Albania                               | 20 gennaio 2025   |
| Antonio Alessandro              | Ministro plenipotenziario | Ambasciata d'Italia a Dhaka                                                  | Bangladesh                            | 7 agosto 2023     |
| Paola Amadei                    | Ambasciatore              | Ambasciata d'Italia a Teheran                                                | Iran                                  | 18 marzo 2024     |
| Massimo Ambrosetti              | Ambasciatore              | Ambasciata d'Italia a Pechino                                                | Cina                                  | 17 maggio 2023    |
| Gabriele Phillip Annis          | Ministro plenipotenziario | Ambasciata d'Italia a Maputo                                                 | Mozambico                             | 10 gennaio 2025   |
| Maurizio Antonini               | Consigliere di ambasciata | Ambasciata d'Italia a Pristina                                               | Kosovo                                | 29 aprile 2025    |
| Marcello Apicella               | Ministro plenipotenziario | Ambasciata d'Italia a Sofia                                                  | Bulgaria                              | 7 aprile 2025     |
| Bruno Archi                     | Ambasciatore              | Rappresentanza Permanente presso le Nazioni Unite in Roma                    | ONU - Roma                            | 6 settembre 2022  |
| Marilina Armellin               | Ministro plenipotenziario | Ambasciata d'Italia a Islamabad                                              | Pakistan                              | 15 gennaio 2024   |
| Carlo Baldocci                  | Ministro plenipotenziario | Ambasciata d'Italia a Riad                                                   | Arabia Saudita                        | 5 settembre 2024  |
| Sergio Barbanti                 | Ambasciatore              | Ambasciata d'Italia a Tel Aviv                                               | Israele                               | 1 ottobre 2021    |
| Antonio Bartoli                 | Ministro plenipotenziario | Ambasciata d'Italia a New Delhi                                              | India                                 | 30 luglio 2024    |
| Mauro Battocchi                 | Ministro plenipotenziario | Direzione generale per la promozione del Sistema Paese                       | MAECI                                 | 1 gennaio 2024    |
| Leonardo Bencini                | Ministro plenipotenziario | Rappresentanza Permanente presso la Conferenza del Disarmo in Ginevra        | ONU - Ginevra                         | 18 maggio 2022    |
| Gianluigi Benedetti             | Ambasciatore              | Ambasciata d'Italia a Tokyo                                                  | Giappone                              | 1 ottobre 2021    |
| Caterina Bertolini              | Ministro plenipotenziario | Ambasciata d'Italia a Dakar                                                  | Senegal                               | 23 gennaio 2024   |
| Valeria Biagiotti               | Ministro plenipotenziario | Ambasciata d'Italia a Santiago                                               | Cile                                  | 4 maggio 2023     |
| Nicoletta Bombardiere           | Ambasciatore              | Direzione generale per la mondializzazione e le questioni globali            | MAECI                                 | 2 maggio 2024     |
| Dante Brandi                    | Consigliere di ambasciata | Ambasciata d'Italia a Singapore                                              | Singapore                             | 1 settembre 2023  |
| Fabrizio Bucci                  | Ambasciatore              | Ambasciata d'Italia a Berlino                                                | Germania                              | 20 gennaio 2025   |
| Giuseppe Maria Buccino Grimaldi | Ambasciatore              | Ambasciata d'Italia a Madrid                                                 | Spagna                                | 1 giugno 2023     |
| Andrea Cascone                  | Ministro plenipotenziario | Rappresentanza Permanente presso l'OSCE                                      | OSCE                                  | 16 settembre 2024 |
| Fabio Cassese                   | Ambasciatore              | Consigliere Diplomatico del Presidente della Repubblica                      | Presidenza della Repubblica           | 3 ottobre 2022    |
| Sarah Eti Castellani            | Consigliere di ambasciata | Ambasciata d'Italia a Sarajevo                                               | Bosnia Erzegovina                     | 28 ottobre 2024   |
| Andrea Catalano                 | Consigliere di ambasciata | Ambasciata d'Italia a Manama                                                 | Bahrein                               | 18 marzo 2024     |
| Stefano Catani                  | Consigliere di ambasciata | Ambasciata d'Italia a Tallinn                                                | Estonia                               | 15 gennaio 2024   |
| Alessandro Cattaneo             | Ministro plenipotenziario | Ambasciata d'Italia a Ottawa                                                 | Canada                                | 5 dicembre 2024   |
| Giuseppe Cavagna                | Ministro plenipotenziario | Ambasciata d'Italia a Lubiana                                                | Slovenia                              | 4 marzo 2024      |
| Vincenzo Celeste                | Ambasciatore              | Rappresentanza Permanente presso l'Unione europea in Bruxelles               | UE                                    | 17 aprile 2023    |
| Tarek Chazli                    | Consigliere di legazione  | Ambasciata d'Italia a Conakry                                                | Guinea                                | 8 gennaio 2025    |
| Fabrizio Colaceci               | Consigliere di ambasciata | Ambasciata d'Italia a San Marino                                             | San Marino                            | 3 aprile 2024     |
| Roberto Colaminè                | Ministro plenipotenziario | Ambasciata d'Italia a Jakarta                                                | Indonesia                             | 7 gennaio 2025    |
| Alberto Colella                 | Ministro plenipotenziario | Ambasciata d'Italia a San José de Costa Rica                                 | Costa Rica                            | 29 giugno 2022    |
| Giuseppe Sean Coppola           | Consigliere di ambasciata | Ambasciata d'Italia a Dar-es-Salaam                                          | Tanzania                              | 2 luglio 2024     |
| Gian Lorenzo Cornado            | Ambasciatore              | Ambasciata d'Italia a Berna                                                  | Svizzera                              | 5 settembre 2023  |
| Alessandro Cortese              | Ministro plenipotenziario | Ambasciata d'Italia a Brasilia                                               | Brasile                               | 3 ottobre 2023    |
| Paolo Crudele                   | Ministro plenipotenziario | Ambasciata d'Italia a Canberra                                               | Australia                             | 16 agosto 2022    |
| Paolo Cuculi                    | Ministro plenipotenziario | Ambasciata d'Italia ad Atene                                                 | Grecia                                | 27 novembre 2023  |
| Giancarlo Maria Curcio          | Ministro plenipotenziario | Ambasciata d'Italia a Bogotà                                                 | Colombia                              | 29 agosto 2023    |
| Alberto Cutillo                 | Ministro plenipotenziario | Ambasciata d'Italia ad Algeri                                                | Algeria                               | 22 gennaio 2024   |
| Pier Mario Daccò Coppi          | Ministro plenipotenziario | Ambasciata d'Italia a Mogadiscio                                             | Somalia                               | 5 dicembre 2023   |
| Giovanni Davoli                 | Consigliere di ambasciata | Ambasciata d'Italia a Quito                                                  | Ecuador                               | 23 gennaio 2024   |
| Emanuela D'Alessandro           | Ambasciatore              | Ambasciata d'Italia a Parigi                                                 | Francia                               | 10 ottobre 2022   |
| Massimiliano D’Antuono          | Ministro plenipotenziario | Ambasciata d'Italia a Tbilisi                                                | Georgia                               | 16 gennaio 2024   |
| Pierluigi D’Elia                | Consigliere di ambasciata | Ambasciata d'Italia a Mascate                                                | Oman                                  | 26 gennaio 2023   |
| Enrico De Agostini              | Ministro plenipotenziario | Ambasciata d'Italia a Lusaka                                                 | Zambia                                | 16 gennaio 2023   |
| Gianclemente De Felice          | Consigliere di ambasciata | Ambasciata d'Italia a Bratislava                                             | Slovacchia                            | 29 ottobre 2024   |
| Stefano Antonio Dejak           | Ministro plenipotenziario | Ambasciata d’Italia a Bamako                                                 | Mali                                  | 3 agosto 2021     |
| Marco della Seta                | Ministro plenipotenziario | Ambasciata d'Italia ad Hanoi                                                 | Vietnam                               | 7 agosto 2023     |
| Stefano De Leo                  | Ministro plenipotenziario | Ambasciata d'Italia ad Abuja                                                 | Nigeria                               | 4 gennaio 2022    |
| Emanuele de Maigret             | Consigliere di ambasciata | Ambasciata d'Italia a Vilnius                                                | Lituania                              | 9 gennaio 2024    |
| Alessandro De Pedys             | Ministro plenipotenziario | Direzione generale per la diplomazia pubblica e culturale                    | MAECI                                 | 1 giugno 2023     |
| Antonello De Riu                | Ministro plenipotenziario | Ambasciata d'Italia ad Astana                                                | Kazakistan                            | 18 aprile 2025    |
| Simone De Santi                 | Consigliere di ambasciata | Ambasciata d'Italia a Managua                                                | Nicaragua                             | 15 luglio 2022    |
| Giovanni Umberto De Vito        | Ministro plenipotenziario | Ambasciata d'Italia a Caracas                                                | Venezuela                             | 6 dicembre 2023   |
| Luca Di Gianfrancesco           | Consigliere di ambasciata | Ambasciata d'Italia a Baku                                                   | Azerbaigian                           | 20 maggio 2024    |
| Gabriele Di Muzio               | Consigliere di ambasciata | Ambasciata d'Italia a Ouagadougou                                            | Burkina Faso                          | 19 settembre 2023 |
| Francesco Di Nitto              | Ministro plenipotenziario | Ambasciata d'Italia presso la Santa Sede                                     | Città del Vaticano                    | 19 febbraio 2022  |
| Paolo Dionisi                   | Consigliere di ambasciata | Ambasciata d'Italia a Bangkok                                                | Thailandia                            | 17 ottobre 2022   |
| Alfonso Di Riso                 | Ministro plenipotenziario | Ambasciata d'Italia ad Asmara                                                | Eritrea                               | 7 gennaio 2025    |
| Alfredo Maria Durante Mangoni   | Ministro plenipotenziario | Ambasciata d'Italia a Bucarest                                               | Romania                               | 16 luglio 2021    |
| Nicola Faganello                | Ministro plenipotenziario | Ambasciata d'Italia a Dublino                                                | Irlanda                               | 14 ottobre 2024   |
| Patrizia Falcinelli             | Ministro plenipotenziario | Direzione generale per le risorse e l'innovazione                            | MAECI                                 | 20 novembre 2023  |
| Lorenzo Fanara                  | Ministro plenipotenziario | Ambasciata d'Italia ad Abu Dhabi                                             | Emirati Arabi Uniti                   | 5 ottobre 2022    |
| Federica Favi                   | Ministro plenipotenziario | Ambasciata d'Italia a Bruxelles                                              | Belgio                                | 27 gennaio 2023   |
| Alessandro Ferranti             | Consigliere di ambasciata | Ambasciata d'Italia a Jerevan                                                | Armenia                               | 13 gennaio 2025   |
| Pasquale Ferrara                | Ambasciatore              | Direzione generale affari politici e di sicurezza                            | MAECI                                 | 20 maggio 2021    |
| Luigi Ferrari                   | Ministro plenipotenziario | Ambasciata d'Italia ad Ashgabat                                              | Turkmenistan                          | 28 novembre 2022  |
| Federica Ferrari Bravo          | Ministro plenipotenziario | Ambasciata d'Italia a Nicosia                                                | Cipro                                 | 10 gennaio 2022   |
| Marcello Fondi                  | Ministro plenipotenziario | Ambasciata d'Italia ad Assunzione                                            | Paraguay                              | 13 marzo 2023     |
| Niccolò Fontana                 | Ministro plenipotenziario | Ambasciata d'Italia a Baghdad                                                | Iraq                                  | 7 novembre 2024   |
| Carlo Formosa                   | Ministro plenipotenziario | Ambasciata d'Italia a Kiev                                                   | Ucraina                               | 1 luglio 2024     |
| Luca Franchetti Pardo           | Ministro plenipotenziario | Ambasciata d'Italia a Varsavia                                               | Polonia                               | 13 febbraio 2023  |
| Damiano Francovigh              | Consigliere di ambasciata | Ambasciata d'Italia a Colombo                                                | Sri Lanka                             | 14 luglio 2023    |
| Stefano Gatti                   | Ministro plenipotenziario | Direzione generale per la cooperazione allo sviluppo                         | MAECI                                 | 2 gennaio 2024    |
| Emilia Gatto                    | Ministro plenipotenziario | Ambasciata d'Italia a Seul                                                   | Corea                                 | 11 settembre 2023 |
| Francesco Genuardi              | Ambasciatore              | Capo di Gabinetto del Ministro                                               | MAECI                                 | 10 novembre 2022  |
| Davide Giglio                   | Ministro plenipotenziario | Ambasciata d'Italia a Manila                                                 | Filippine                             | 15 luglio 2024    |
| Luca Gori                       | Ministro plenipotenziario | Ambasciata d'Italia a Belgrado                                               | Serbia                                | 14 giugno 2022    |
| Vincenzo Grassi                 | Ambasciatore              | Rappresentanza Permanente presso le Organizzazioni Internazionali in Ginevra | ONU - Ginevra                         | 31 gennaio 2023   |
| Riccardo Guariglia              | Ambasciatore              | Segretario generale                                                          | MAECI                                 | 6 marzo 2023      |
| Manuel Jacoangeli               | Ministro plenipotenziario | Ambasciata d'Italia a Budapest                                               | Ungheria                              | 14 giugno 2021    |
| Inigo Lambertini                | Ambasciatore              | Ambasciata d'Italia a Londra                                                 | Regno Unito                           | 7 ottobre 2022    |
| Debora Lepre                    | Ministro plenipotenziario | Rappresentanza Permanente presso le Organizzazioni Internazionali in Vienna  | ONU - Vienna                          | 2 ottobre 2023    |
| Carlo Lo Cascio                 | Ambasciatore              | Vice Segretario Generale                                                     | MAECI                                 | 14 giugno 2022    |
| Fabrizio Lucentini              | Ministro plenipotenziario | Ambasciata d'Italia a Buenos Aires                                           | Argentina                             | 26 agosto 2021    |
| Arturo Luzzi                    | Ministro plenipotenziario | Ambasciata d'Italia ad Abidjan                                               | Costa d'Avorio                        | 15 ottobre 2021   |
| Cristiano Maggipinto            | Ministro plenipotenziario | Ambasciata d'Italia a Wellington                                             | Nuova Zelanda                         | 3 marzo 2025      |
| Umberto Malnati                 | Ministro plenipotenziario | Ambasciata d'Italia ad Harare                                                | Zimbabwe                              | 24 agosto 2022    |
| Fabrizio Marcelli               | Ministro plenipotenziario | Ambasciata d'Italia a Beirut                                                 | Libano                                | 3 maggio 2024     |
| Tomaso Pietro Marchegiani       | Ministro plenipotenziario | Ambasciata d'Italia a Minsk come incaricato d’affari                         | Bielorussia                           | 30 ottobre 2023   |
| Giorgio Marrapodi               | Ambasciatore              | Ambasciata d'Italia ad Ankara                                                | Turchia                               | 3 gennaio 2022    |
| Andreina Marsella               | Consigliere di ambasciata | Ambasciata d'Italia a Podgorica                                              | Montenegro                            | 11 luglio 2022    |
| Mauro Marsili                   | Ministro plenipotenziario | Ambasciata d'Italia a Praga                                                  | Repubblica Ceca                       | 30 settembre 2021 |
| Roberto Martini                 | Ministro plenipotenziario | Rappresentanza Permanente presso il Consiglio d'Europa in Strasburgo         | Consiglio d'Europa                    | 4 settembre 2023  |
| Augusto Massari                 | Ministro plenipotenziario | Ambasciata d'Italia a L'Aia                                                  | Paesi Bassi                           | 2 aprile 2025     |
| Maurizio Massari                | Ambasciatore              | Rappresentanza Permanente presso le Nazioni Unite in New York                | ONU - New York                        | 19 luglio 2021    |
| Mauro Massoni                   | Ministro plenipotenziario | Ambasciata d'Italia a Kampala                                                | Uganda                                | 8 gennaio 2024    |
| Massimiliano Mazzanti           | Ministro plenipotenziario | Ambasciata d'Italia a Lima                                                   | Perù                                  | 21 novembre 2023  |
| Fabio Messineo                  | Consigliere di ambasciata | Ambasciata d'Italia a La Paz                                                 | Bolivia                               | 12 settembre 2023 |
| Gabriele Meucci                 | Ministro plenipotenziario | Ambasciata d'Italia a Guatemala                                              | Guatemala                             | 26 marzo 2025     |
| Claudio Miscia                  | Ministro plenipotenziario | Ambasciata d'Italia a Lisbona                                                | Portogallo                            | 8 aprile 2024     |
| Alessandro Modiano              | Ministro plenipotenziario | Ambasciata d'Italia a Città del Messico                                      | Messico                               | 16 gennaio 2024   |
| Alessandro Monti                | Consigliere di ambasciata | Ambasciata d'Italia a Riga                                                   | Lettonia                              | 28 marzo 2022     |
| Lorenzo Morini                  | Consigliere di ambasciata | Ambasciata d'Italia a Kuwait City                                            | Kuwait                                | 4 dicembre 2023   |
| Stefano Moscatelli              | Ministro plenipotenziario | Ambasciata d'Italia a Libreville                                             | Gabon                                 | 9 ottobre 2023    |
| Roberto Natali                  | Ministro plenipotenziario | Ambasciata d'Italia a Nairobi                                                | Kenya                                 | 13 settembre 2022 |
| Fabrizio Nicoletti              | Ministro plenipotenziario | Ambasciata d'Italia a Panama                                                 | Panama                                | 9 novembre 2021   |
| Stefano Nicoletti               | Ministro plenipotenziario | Ambasciata d'Italia a Oslo                                                   | Norvegia                              | 28 giugno 2022    |
| Enrico Nunziata                 | Ministro plenipotenziario | Ambasciata d'Italia a Brazzaville                                            | Repubblica del Congo                  | 17 luglio 2023    |
| Roberto Orlando                 | Ministro plenipotenziario | Ambasciata d'Italia a Niamey                                                 | Niger                                 | 26 settembre 2023 |
| Michele Pala                    | Ministro plenipotenziario | Ambasciata d'Italia a Stoccolma                                              | Svezia                                | 3 gennaio 2024    |
| Agostino Palese                 | Ministro plenipotenziario | Ambasciata d'Italia ad Addis Abeba                                           | Etiopia                               | 14 ottobre 2021   |
| Paolo Palminteri                | Consigliere di ambasciata | Ambasciata d'Italia a Skopje                                                 | Repubblica della Macedonia del Nord   | 9 gennaio 2025    |
| Piergabriele Papadia de Bottini | Consigliere di ambasciata | Ambasciata d'Italia a Tashkent                                               | Uzbekistan                            | 2 dicembre 2024   |
| Bruno Antonio Pasquino          | Ministro plenipotenziario | Cerimoniale diplomatico della Repubblica Italiana                            | MAECI                                 | 10 ottobre 2022   |
| Marco Peronaci                  | Ministro plenipotenziario | Rappresentanza Permanente presso il Consiglio Atlantico in Bruxelles         | NATO                                  | 2 gennaio 2023    |
| Giuseppe Maria Perricone        | Consigliere di ambasciata | Ambasciata d'Italia a Chișinău                                               | Moldavia                              | 4 luglio 2025     |
| Fabrizio Petri                  | Ministro plenipotenziario | Ambasciata d'Italia a Montevideo                                             | Uruguay                               | 19 febbraio 2024  |
| Luciano Pezzotti                | Ministro plenipotenziario | Ambasciata d'Italia ad Amman                                                 | Giordania                             | 1 marzo 2022      |
| Giovanna Piccarreta             | Ministro plenipotenziario | Ambasciata d'Italia a Ulaanbaatar                                            | Mongolia                              | 7 dicembre 2023   |
| Cecilia Piccioni                | Ministro plenipotenziario | Ambasciata d'Italia a Mosca                                                  | Russia                                | 15 luglio 2024    |
| Alessandro Prunas               | Ministro plenipotenziario | Ambasciata d'Italia a Tunisi                                                 | Tunisia                               | 6 febbraio 2024   |
| Giovanni Pugliese               | Ambasciatore              | Ambasciata d'Italia a Vienna                                                 | Austria                               | 23 gennaio 2024   |
| Michele Quaroni                 | Ministro plenipotenziario | Ambasciata d'Italia a Il Cairo                                               | Egitto                                | 15 novembre 2021  |
| Stefano Queirolo Palmas         | Ministro plenipotenziario | Ambasciata d'Italia a Santo Domingo                                          | Repubblica Dominicana                 | 20 settembre 2021 |
| Laura Ranalli                   | Consigliere di ambasciata | Ambasciata d'Italia ad Accra                                                 | Ghana                                 | 23 dicembre 2024  |
| Stefano Ravagnan                | Ministro plenipotenziario | Ambasciata d’Italia a Damasco                                                | Siria                                 | 20 novembre 2024  |
| Marco Ricci                     | Ministro plenipotenziario | Ambasciata d'Italia a Luanda                                                 | Angola                                | 8 novembre 2024   |
| Carmine Robustelli              | Ministro plenipotenziario | Ambasciata d'Italia a Lussemburgo                                            | Lussemburgo                           | 1 luglio 2024     |
| Stefania Rosini                 | Ministro plenipotenziario | Ambasciata d'Italia a Copenaghen                                             | Danimarca                             | 30 settembre 2022 |
| Paolo Emanuele Rozo Sordini     | Consigliere di ambasciata | Ambasciata d'Italia a San Salvador                                           | El Salvador                           | 27 maggio 2024    |
| Manuela Ruosi                   | Consigliere di ambasciata | Ambasciata d'Italia a Monaco (Principato)                                    | Monaco                                | 5 agosto 2024     |
| Massimo Rustico                 | Ministro plenipotenziario | Ambasciata d'Italia a Kuala Lumpur                                           | Malaysia                              | 18 ottobre 2021   |
| Luca Sabbatucci                 | Ambasciatore              | Rappresentanza Permanente presso le Organizzazioni Internazionali in Parigi  | OCSE                                  | 16 novembre 2022  |
| Fabrizio Saggio                 | Ministro plenipotenziario | Consigliere Diplomatico del Presidente del Consiglio dei Ministri            | Presidenza del Consiglio dei Ministri | 6 dicembre 2023   |
| Pasquale Salzano                | Ministro plenipotenziario | Ambasciata d'Italia a Rabat                                                  | Marocco                               | 4 luglio 2025     |
| Filippo Scammacca del Murgo     | Ministro plenipotenziario | Ambasciata d'Italia a Yaoundé                                                | Camerun                               | 15 ottobre 2021   |
| Federica Sereni                 | Ministro plenipotenziario | Vice Capo di Gabinetto del Ministro                                          | MAECI                                 | 9 agosto 2024     |
| Valentina Setta                 | Ministro plenipotenziario | Ambasciata d'Italia a La Valletta                                            | Malta                                 | 6 giugno 2025     |
| Sabato Franco Sorrentino        | Consigliere di ambasciata | Ambasciata d'Italia a Kinshasa                                               | Repubblica Democratica del Congo      | 4 novembre 2024   |
| Liborio Stellino                | Ministro plenipotenziario | Rappresentante Permanente d'Italia presso l'UNESCO                           | UNESCO                                | 1 marzo 2023      |
| Nicolò Tassoni Estense          | Ministro plenipotenziario | Ambasciata d'Italia a Yangon come incaricato d’affari                        | Myanmar                               | 1 luglio 2022     |
| Andrea Tiriticco                | Ambasciatore              | Ispettorato Generale del Ministero e degli Uffici all'Estero                 | MAECI                                 | 5 gennaio 2023    |
| Nicola Todaro Marescotti        | Ministro plenipotenziario | Ambasciata d'Italia a Helsinki                                               | Finlandia                             | 18 novembre 2024  |
| Michele Tommasi                 | Ministro plenipotenziario | Ambasciata d'Italia a Khartoum                                               | Sudan                                 | 12 settembre 2022 |
| Paolo Toschi                    | Consigliere di ambasciata | Ambasciata d'Italia a Doha                                                   | Qatar                                 | 18 ottobre 2022   |
| Paolo Trichilo                  | Ministro plenipotenziario | Ambasciata d'Italia a Zagabria                                               | Croazia                               | 12 marzo 2024     |
| Sabrina Ugolini                 | Ministro plenipotenziario | Ambasciata d’Italia a Kabul temporaneamente operante a Doha                  | MAECI                                 | 25 ottobre 2024   |
| Alberto Vecchi                  | Ministro plenipotenziario | Ambasciata d'Italia a Pretoria                                               | Sud Africa                            | 11 dicembre 2023  |
| Roberto Vellano                 | Ministro plenipotenziario | Ambasciata d'Italia a L'Avana                                                | Cuba                                  | 3 maggio 2021     |
| Nicola Verola                   | Ministro plenipotenziario | Direzione generale per l'Unione europea                                      | MAECI                                 | 28 aprile 2023    |
| Luigi Maria Vignali             | Ministro plenipotenziario | Direzione generale per gli italiani all'estero e le politiche migratorie     | MAECI                                 | 5 maggio 2017     |
| Mariangela Zappia               | Ambasciatore              | Ambasciata d'Italia a Washington                                             | Stati Uniti d'America                 | 1 luglio 2021     |